# Bayerischer Artilleriekommandeur Nr. 12
Der Artillerie-Kommandeur Nr. 12 war ein Artilleriekommando der Bayerischen Armee im Ersten Weltkrieg.

## Geschichte
Das Kommando wurde durch das stellvertretende Generalkommando des II. Armee-Korps gemäß Verordnung des Kriegsministeriums vom 22. Februar 1917 gebildet. Am 18. März 1917 wurde es mobilisiert und war bis über den Waffenstillstand hinaus der 12. Infanterie-Division unterstellt.
Nach Kriegsende kehrte das Kommando am 11. Dezember 1918 in die Heimat zurück, wurde dort demobilisiert und schließlich Ende Dezember 1918 in Würzburg aufgelöst.

## Unterstellung
Am 28. Juni 1918 unterstanden dem Kommando folgende Einheiten:
- 22. Feldartillerie-Regiment
- Fußartillerie-Bataillon 8
- Munitionskolonnen 136, 137 und 138

## Kommandeure
| Dienstgrad     | Name             | Datum                              |
| -------------- | ---------------- | ---------------------------------- |
| Generalmajor   | Theodor Pöhlmann | 26. Februar 1917 bis 27. Juli 1918 |
| Oberstleutnant | Emil Beckh       | 28. Juli bis Ende Dezember 1918    |